# 口笛が流れる港町
『口笛が流れる港町』（くちぶえがながれるみなとまち）は、1960年1月3日に公開された日本の映画である。監督は齋藤武市。主演は小林旭。日活制作。

## 概要
『渡り鳥』シリーズ第2弾。宮崎県を舞台に、借金を抱えた牧場を守るために滝伸次が悪に挑む青春娯楽映画。

## キャスト
- 滝伸次：小林旭
- 相良杏子：浅丘ルリ子
- 瀬川：小高雄二
- 的場君江：渡辺美佐子
- ユキ：白木マリ(白木万理)
- 太刀岡：宍戸錠
- 杉山：清水将夫
- 相良信夫：木浦佑三
- 石松：近藤宏
- 的場：山内明
- 杉山三郎：木下雅弘
- 三郎を保護する刑事： 河上信夫(河上喜史朗)
- 警察署主任：小泉郁之助
- 的場の子分：青木富夫
- 小政：神戸瓢介
- 相良家の婆や：田中筆子
- 相良五平：松本染升
- 的場の子分：黒田剛、瀬山孝司、菊田一郎、倉田栄三、岡本佶
- 振付：竹部薫
- 擬斗：高瀬将敏

## スタッフ
- 監督 ： 齋藤武市
- 脚本 ： 松浦健郎
- 企画 ： 児井英生
- 原作 ： 山崎巌
- 音楽 ： 小杉太一郎

## 楽曲
上記映画公開と同時期に、同名主題歌『口笛が流れる港町』（くちぶえがながれるみなとまち）のシングル盤が発売された（コロムビアレコード、規格品番：SA-309）。

### 収録曲
1. 口笛が流れる港町（3分46秒）
作詞：西沢爽、作曲・編曲：狛林正一
2. 泣きたい街角（3分12秒）
作詞：西沢爽、作曲・編曲：服部レイモンド

## 同時上映
- 『刑事物語 東京の迷路』
- 監督：小杉勇
- 主演：益田喜頓